# پاکت گیمر
پاکت گیمر (انگلیسی: Pocket Gamer) یک وبگاه بازی ویدئویی است که به بازی‌های موبایل، کنسول‌های قابل حمل و در دست می‌پردازد.این وبگاه در ۱۶ نوامبر ۲۰۰۵ کار خود را آغاز کرد و توسط کمپانی بریتانیایی استیل مدیا کنترل می‌شود.این وبگاه اخبار مربوط به تمامی سکوهای در دست و موبایل مانند آی‌فون، آی‌پد ، اندروید و نینتدو سوئیچ را پوشش می‌دهد.این وبگاه همچنین به بازی‌های مختلفی جوایزی ارائه می‌دهد تا در عرصه‌های مختلفی شناخته شوند. مجله گاردین یک بار فهرستی از بازی‌های پیشنهادی پاکت گیمر برای تلفن همراه را تهیه کرد.